# Теннисный чемпионат Дубая 2007
Теннисный чемпионат Дубая 2007 — ежегодный профессиональный теннисный турнир в международной золотой серии ATP для мужчин и 2-й категории WTA для женщин.
Соревнования проводилось на открытых хардовых кортах в Дубае, ОАЭ. Мужчины выявили лучших в 15-й раз, а женщины — в 7-й.
Турнир прошёл с 19 февраля по 4 марта 2007 года: первую неделю лучшую выявляли женщины, а вторую — мужчины.
Прошлогодние победители:
- мужчины одиночки —  Рафаэль Надаль
- женщины одиночки —  Жюстин Энен-Арденн
- мужчины пары —  Кевин Ульетт /  Пол Хенли
- женщины пары —  Квета Пешке /  Франческа Скьявоне

## Соревнования

### Мужчины одиночки
Роджер Федерер обыграл  Михаила Южного со счётом 6-4, 6-3.
- Федерер выигрывает свой 2й одиночный турнир на соревнованиях ассоциации в году и 47й за карьеру. На этом турнире он побеждает в 4й раз (до этого с 2003 по 2005 год).
- Южный сыграл свой 2й одиночный финал на соревнованиях ассоциации в году и 6й за карьеру.

### Женщины одиночки
Жюстин Энен обыграла  Амели Моресмо со счётом 6-4, 7-5.
- Энен выигрывает свой 1й одиночный турнир на соревнованиях ассоциации в году и 30й за карьеру. На этом турнире она побеждает в 4й раз (до этого с 2003, 2004 и 2006 году).
- Моресмо сыграла свой 2й одиночный финал на соревнованиях ассоциации в году и 45й за карьеру.

### Мужчины пары
Ненад Зимонич /  Фабрис Санторо обыграли  Махеша Бхупати /  Радека Штепанека со счётом 7-5, 6-7(3), [10-7].
- Зимонич выигрывает свой 2й парный турнир на соревнованиях ассоциации в году и 15й за карьеру.
- Санторо выигрывает свой 1й парный турнир на соревнованиях ассоциации в году и 23й за карьеру. На этом турнире он побеждает во 2й раз (до этого в 2004 году в паре с Бхупати).

### Женщины пары
Кара Блэк /  Лизель Хубер обыграли  Светлану Кузнецову /  Алисию Молик со счётом 7–6(5), 6–4.
- Блэк выигрывает свой 4й парный турнир на соревнованиях ассоциации в году и 31й за карьеру.
- Хубер выигрывает свой 4й парный турнир на соревнованиях ассоциации в году и 19й за карьеру.